# Санта-Фе-дель-Пенедес
Са́нта-Фе-дал-Панаде́с (кат. Santa Fe del Penedès) - муніципалітет, розташований в Автономній області Каталонія, в Іспанії. Знаходиться у районі (кумарці) Ал-Панадес провінції Барселона, згідно з новою адміністративною реформою перебуватиме у складі Баґарії (округи) Барселона.

## Населення
Населення міста (у 2007 р.) становить 366 осіб (з них менше 14 років - 19,9%, від 15 до 64 - 67,5%, понад 65 років - 12,6%). У 2006 р. народжуваність склала 5 осіб, смертність - 1 особа, зареєстровано 2 шлюби. У 2001 р. активне населення становило 158 осіб, з них безробітних - 15 осіб.

Серед осіб, які проживали на території міста у 2001 р., 286 народилися в Каталонії (з них 226 осіб у тому самому районі, або кумарці), 24 особи приїхали з інших областей Іспанії, а 7 осіб приїхало з-за кордону. 

Університетську освіту має 13,5% усього населення. 

У 2001 р. нараховувалося 98 домогосподарств (з них 12,2% складалися з однієї особи, 22,4% з двох осіб,22,4% з 3 осіб, 27,6% з 4 осіб, 8,2% з 5 осіб, 3,1% з 6 осіб, 3,1% з 7 осіб, 1% з 8 осіб і 0% з 9 і більше осіб).

Активне населення міста у 2001 р. працювало у таких сферах діяльності : у сільському господарстві - 3,5%, у промисловості - 23,1%, на будівництві - 15,4% і у сфері обслуговування - 58%. 

 У муніципалітеті або у власному районі (кумарці) працює 45 осіб, поза районом - 126 осіб.

### Безробіття
У 2007 р. нараховувалося 7 безробітних (у 2006 р. - 10 безробітних), з них чоловіки становили 28,6%, а жінки - 71,4%.

## Економіка

### Підприємства міста

#### Промислові підприємства
| \| Промислові підприємства міста, за сферою діяльності \| Промислові підприємства міста, за сферою діяльності \| Промислові підприємства міста, за сферою діяльності \| \| Рік \| 2002 р. \| 2001 р. \| \| --------------------------------------------------- \| --------------------------------------------------- \| --------------------------------------------------- \| \| Енергетичні та водні ресурси \| 0% \| 0% \| \| Хімія та метали \| 0% \| 0% \| \| Переробка металів \| 20% \| 0% \| \| Продукти харчування \| 80% \| 100% \| \| Текстиль \| 0% \| 0% \| \| Виробництво меблів, видання \| 0% \| 0% \| \| Інше \| 0% \| 0% \| \| Усього підприємств \| 5 \| 4 \| |         |         |
| Промислові підприємства міста, за сферою діяльності |         |         |
| Рік | 2002 р. | 2001 р. |
| Енергетичні та водні ресурси | 0%      | 0%      |
| Хімія та метали | 0%      | 0%      |
| Переробка металів | 20%     | 0%      |
| Продукти харчування | 80%     | 100%    |
| Текстиль | 0%      | 0%      |
| Виробництво меблів, видання | 0%      | 0%      |
| Інше | 0%      | 0%      |
| Усього підприємств | 5       | 4       |

#### Роздрібна торгівля
| \| Підприємства роздрібної торгівлі міста, за сферою діяльності \| Підприємства роздрібної торгівлі міста, за сферою діяльності \| Підприємства роздрібної торгівлі міста, за сферою діяльності \| \| Рік \| 2002 р. \| 2001 р. \| \| ------------------------------------------------------------ \| ------------------------------------------------------------ \| ------------------------------------------------------------ \| \| Продукти харчування \| 100% \| 100% \| \| Одяг та взуття \| 0% \| 0% \| \| Товари для дому \| 0% \| 0% \| \| Книги та періодичні видання \| 0% \| 0% \| \| Промислова хімічна продукція \| 0% \| 0% \| \| Продукція, пов'язана з транспортними засобами \| 0% \| 0% \| \| Інше \| 0% \| 0% \| \| Усього підприємств \| 1 \| 1 \| |         |         |
| Підприємства роздрібної торгівлі міста, за сферою діяльності |         |         |
| Рік | 2002 р. | 2001 р. |
| Продукти харчування | 100%    | 100%    |
| Одяг та взуття | 0%      | 0%      |
| Товари для дому | 0%      | 0%      |
| Книги та періодичні видання | 0%      | 0%      |
| Промислова хімічна продукція | 0%      | 0%      |
| Продукція, пов'язана з транспортними засобами | 0%      | 0%      |
| Інше | 0%      | 0%      |
| Усього підприємств | 1       | 1       |

#### Сфера послуг
| \| Підприємства міста, що працюють у сфері послуг, за діяльністю \| Підприємства міста, що працюють у сфері послуг, за діяльністю \| Підприємства міста, що працюють у сфері послуг, за діяльністю \| \| Рік \| 2002 р. \| 2001 р. \| \| ------------------------------------------------------------- \| ------------------------------------------------------------- \| ------------------------------------------------------------- \| \| Гуртова торгівля \| 20% \| 25% \| \| Готелі та готельний бізнес \| 20% \| 25% \| \| Транспорт та зв'язок \| 20% \| 25% \| \| Посередницькі фінансові послуги \| 0% \| 0% \| \| Послуги підприємствам \| 0% \| 0% \| \| Послуги фізичним особам \| 40% \| 25% \| \| Нерухомість та ін. \| 0% \| 0% \| \| Усього підприємств \| 5 \| 4 \| |         |         |
| Підприємства міста, що працюють у сфері послуг, за діяльністю |         |         |
| Рік | 2002 р. | 2001 р. |
| Гуртова торгівля | 20%     | 25%     |
| Готелі та готельний бізнес | 20%     | 25%     |
| Транспорт та зв'язок | 20%     | 25%     |
| Посередницькі фінансові послуги | 0%      | 0%      |
| Послуги підприємствам | 0%      | 0%      |
| Послуги фізичним особам | 40%     | 25%     |
| Нерухомість та ін. | 0%      | 0%      |
| Усього підприємств | 5       | 4       |

## Житловий фонд
У 2001 р. 0% усіх родин (домогосподарств) мали житло метражем до 59 м2, 11,2% - від 60 до 89 м2, 24,5% - від 90 до 119 м2 і
64,3% - понад 120 м2.

З усіх будівель у 2001 р. 5,8% було одноповерховими, 86,4% - двоповерховими, 6,8
% - триповерховими, 1% - чотириповерховими, 0% - п'ятиповерховими, 0% - шестиповерховими,
0% - семиповерховими, 0% - з вісьмома та більше поверхами.

## Автопарк
| \| Автомобілі, зареєстровані у місті, за призначенням \| Автомобілі, зареєстровані у місті, за призначенням \| Автомобілі, зареєстровані у місті, за призначенням \| \| Рік \| 2006 р. \| 2005 р. \| \| -------------------------------------------------- \| -------------------------------------------------- \| -------------------------------------------------- \| \| Приватні автомобілі \| 59,5% \| 62% \| \| Мотоцикли \| 10,6% \| 9,7% \| \| Вантажівки \| 22,1% \| 21,1% \| \| Трактори \| 0,6% \| 0,6% \| \| Автобуси та ін. \| 7,2% \| 6,5% \| \| Усього автомобілів \| 321 шт. \| 308 шт. \| |         |         |
| Автомобілі, зареєстровані у місті, за призначенням |         |         |
| Рік | 2006 р. | 2005 р. |
| Приватні автомобілі | 59,5%   | 62%     |
| Мотоцикли | 10,6%   | 9,7%    |
| Вантажівки | 22,1%   | 21,1%   |
| Трактори | 0,6%    | 0,6%    |
| Автобуси та ін. | 7,2%    | 6,5%    |
| Усього автомобілів | 321 шт. | 308 шт. |

## Вживання каталанської мови
У 2001 р. каталанську мову у місті розуміли 99% усього населення (у 1996 р. - 99,1%), вміли говорити нею 91,8% (у 1996 р. - 
92,5%), вміли читати 90,5% (у 1996 р. - 89,5%), вміли писати 66,4
% (у 1996 р. - 57,5%). Не розуміли каталанської мови 1%.

## Політичні уподобання
У виборах до Парламенту Каталонії у 2006 р. взяло участь 197 осіб (у 2003 р. - 214 осіб). Голоси за політичні сили розподілилися таким чином:
| \| Вибори до Парламенту Каталонії \| Вибори до Парламенту Каталонії \| Вибори до Парламенту Каталонії \| \| Рік \| 2006 р. \| 2003 р. \| \| -------------------------------------- \| ------------------------------ \| ------------------------------ \| \| Конвергенція та Єднання (CiU) \| 50,8% \| 50,5% \| \| Соціалістична партія Каталонії (PSC) \| 10,7% \| 15% \| \| Народна партія (PP) \| 2,5% \| 3,3% \| \| Ініціатива за зелену Каталонію (IC) \| 9,1% \| 9,8% \| \| Республіканська лівиця Каталонії (ERC) \| 25,9% \| 21% \| \| Громадянська партія (C's) \| 0% \| 0% \| \| Інші \| 1% \| 0,5% \| |         |         |
| Вибори до Парламенту Каталонії |         |         |
| Рік | 2006 р. | 2003 р. |
| Конвергенція та Єднання (CiU) | 50,8%   | 50,5%   |
| Соціалістична партія Каталонії (PSC) | 10,7%   | 15%     |
| Народна партія (PP) | 2,5%    | 3,3%    |
| Ініціатива за зелену Каталонію (IC) | 9,1%    | 9,8%    |
| Республіканська лівиця Каталонії (ERC) | 25,9%   | 21%     |
| Громадянська партія (C's) | 0%      | 0%      |
| Інші | 1%      | 0,5%    |

У муніципальних виборах у 2007 р. взяло участь 250 осіб (у 2003 р. - 236 осіб). Голоси за політичні сили розподілилися таким чином:
| \| Муніципальні вибори \| Муніципальні вибори \| Муніципальні вибори \| \| Рік \| 2007 р. \| 2003 р. \| \| -------------------------------------- \| ------------------- \| ------------------- \| \| Конвергенція та Єднання (CiU) \| 54% \| 58,5% \| \| Соціалістична партія Каталонії (PSC) \| 0,8% \| 0% \| \| Народна партія (PP) \| 0% \| 0% \| \| Ініціатива за зелену Каталонію (IC) \| 0% \| 0% \| \| Республіканська лівиця Каталонії (ERC) \| 0% \| 0% \| \| Громадянська партія (C's) \| 0% \| 0% \| \| Інші \| 45,2% \| 41,5% \| |         |         |
| Муніципальні вибори |         |         |
| Рік | 2007 р. | 2003 р. |
| Конвергенція та Єднання (CiU) | 54%     | 58,5%   |
| Соціалістична партія Каталонії (PSC) | 0,8%    | 0%      |
| Народна партія (PP) | 0%      | 0%      |
| Ініціатива за зелену Каталонію (IC) | 0%      | 0%      |
| Республіканська лівиця Каталонії (ERC) | 0%      | 0%      |
| Громадянська партія (C's) | 0%      | 0%      |
| Інші | 45,2%   | 41,5%   |